# Richard de Clare
Richard de Clare (1130 - 20 d'abril 1176) fou el segon comte de Pembroke, senyor de la Leinster, Justícia d'Irlanda. Era conegut amb el sobrenom de Strongbow (arc fort), tal com ho havia estat el seu pare. Provenia d'una família cambronormanda establerta a Gal·les i va ser un dels actors principals en la conquesta normanda d'Irlanda.

## Carrera
El 1148 va heretar les propietats del seu pare, el primer comte de Pembroke, però se li va privar el títol de comte per part del rei Enric II d'Anglaterra el 1154 per aliar-se amb el rei Esteve d'Anglaterra i l'emperadriu Matilde d'Anglaterra i anar en contra d'Enric. Richard era conegut pels seus contemporanis com a comte de Stringuil. El 1168 quan va conèixer Dermot MacMurrough (en irlandèsDiarmait Mac Murchadha), rei de Leinster, va veure una oportunitat per reconduir la seva carrera.

### Despossessió del rei de Leinster
En 1167, el rei de Leinster, Dermot MacMurrough va ser privat del seu regne pel Gran rei d'Irlanda, Rory O'Connor. Els motius de l'expropiació foren que el 1152 MacMurrough havia segrestat Derbforgaill, la dona del Rei de Breifne, Tighearnán Ua Ruairc. Per recuperar el regne, MacMurrough va demanar l'ajuda d'Enric II d'Anglaterra.
Dermot MacMurrough va deixar Irlanda i va arribar a Bristol l'1 d'agost 1166. Es va reunir amb el rei Enric II a Aquitània a la tardor de 1166. Enric no el podia ajudar en aquest moment, però va presentar una carta de consol per als partidaris de la causa de Dermot. Amb tot, després del retorn de França no va aconseguir reunir totes les forces necessàries. Amb el temps es va trobar amb Strongbow i altres barons de la marca de Gal·les diposats a ajudar MacMurrough, amb qui van arribar a l'acord de Clara: per obtenir ajuda del comte amb un exèrcit a la primavera següent, se li entregava Aoife, la filla gran de Dermot en el matrimoni i la successió de Leinster Ara bé, el comte de Pembroke va demanar també l'aprovació específica del rei Enric per tal de viatjar a Irlanda, que va trigar 2 anys a ser concedida.

### Invasió de Leinster
L'exèrcit que es va formar comptava amb arquers gal·lesos i va ser dirigit per Raymond Fitzgerald (conegut com a Raymond le Gros) i en ràpida successió de fets van capturar les poblacions vikingues de Wexford, Waterford i Dublín en el període 1169-1170. Strongbow, però, no formava part de la primera invasió, sinó que va arribar més tard, l'agost de 1170.
Al maig de 1171, Dermot va morir i el seu fill, Donal MacMurrough-Kavanagh (en irlandès Domhnall Caemanach mac Murch) va reclamar el regne de Leinster, d'acord amb els drets en virtut de la Lleis Brehon. Strogbow també va eximir el drets de la seva dona. La mort del rei va ser el detonant de l'aixecament general d'Irlanda i Richard va poder fer fora l'Alt Rei d'Irlanda de Dublín.

### Intervenció reial
L'èxit de la invasió va fer que el rei Enric es preocupés que els seus barons no es convertissin en massa poderosos i independents a l'estranger. Per tant, va ordenar que totes les tropes retornessin a Anglaterra la Setmana Santa de 1171. Richard va retardar el seu retorn fins que ell hagués rebutjat el Gran Rei d'Irlanda. Tot seguit, es va afanyar a retornar a Anglaterra per demanar l'ajuda d'Enric II, que en comptes de rebre-la, va veure com era desposseït de les noves terres.
El 1172 Enric II va envair Irlanda, es va intitular Senyor d'Irlanda, s'hi va estar sis mesos i va col·locar els seus homes de confiança en els llocs clau. Richard Strongbow va tornar a tenir el favor reial quan el 1173 va ajudar el rei contra els seus fills rebels. Richard va anar a Normandia per assistir el rei en la revolta de 1173-1174, però no li va valdre per reternir el comtat de Kildare.
El rei més tard va signar un tractat amb el rei d'Irlanda - el Tractat de Windsor 1175. Segons els termes del tractat, el rei d'Irlanda, es va quedar amb un regne format per Irlanda excepte dels petits regnes de Leinster i Mide, Dublín i el Comtat de Waterford, sempre que retés homenatge a Enric II. Tots els irlandesos també van ser objecte de les noves disposicions religioses de la butlla papal Laudabiliter i del Sínode de Cashel (1172). Com a resposta als tractats reials, Richard de Clare va envair Connacht el 1172 però va ser derrotat seriosament. Raymond le Gros, el seu general en cap, va tornar a establir la seva supremacia a Leinster. Després d'una altra revolta el 1176, Raymond va prendre Limerick per a Richard, però just en aquest moment de triomf, Strongbow va morir d'una infecció al peu.
Fou enterrat en un sepulcre a la Catedral de Christ Church de Dublín.

## Llinatge

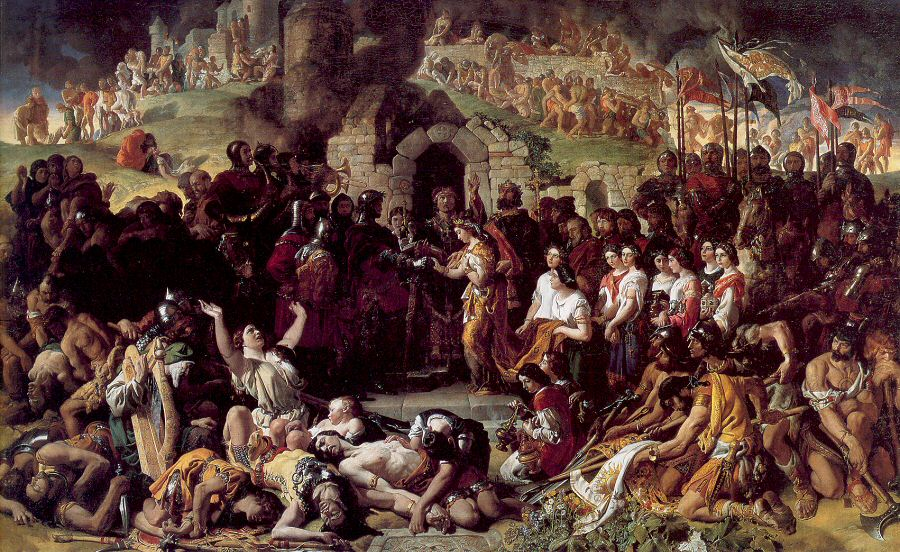
Casament de Strongbow i Aoife (1854) de Daniel Maclise, una recreació romàntica del matrimoni celebrat a les ruïnes de Waterford.

Richard era el fill de Gilbert de Clare primer comte de Pembroke i Isabel de Beaumont. El pare de Richard va morir quan ell tenia uns divuit anys i Richard va heretar el títol de Comte de Pembroke. És probable que aquest títol no fos reconegut en la coronació d'Enric II d'Anglaterra.
L'endemà de la captura de Waterford, Strongbow es va casar amb la filla de MacMurrough, Aoife de Leinster, tal com havia estat acordat. Van tenir dos fills:
- Gilbert de Clare, 3r comte de Pembroke, un nen que va morir el 1185.
- Isabel de Clare 4a comtessa de Pembroke, que va esdevenir comtessa de iure el 1185 quan va morir el seu germà, fins al 1220 quan va morir.

El rei Enric II havia promès a William Marshal la mà d'Isabel de Clare, el rei Ricard I d'Anglaterra va mantenir aquesta promesa un mes després d'haver accedit al tron. D'aquesta manera es restablia la legalitat del comtat de Pembroke, en mans de Marshall i Isabel com a comtessa consort Marshall era fill de John Marshal i Sibylle, la germana de Patrick de Salisbury 1r comte de Salisbury.
La vídua de Strongbow, Aoife, va viure almenys fins al 1188, quan encara se l'anomena en la documentació.